# Лапидарий (жанр литературы)
Лапидарий (от лат. lapidarius — каменотёс) — жанр дидактической литературы, относящийся к периоду европейского Средневековья. В лапидариях описывается внешний вид, магические или лечебные свойства простых, полудрагоценных и драгоценных камней; им приписывается символическое значение и даётся аллегорическое истолкование.

## Описание
Вера в магические свойства камней имеет очень древние корни, поэтому магический и медицинский символизм камней сосуществовал с христианским символизмом. Существовала вера в то, что драгоценные камни имеют лечебную силу, что сам Бог влияет через них на носящего человека, которая сочеталась с философским убеждением-догматом, что вся природа сотворена Богом и отражает различные аспекты Божьего всемогущества и замысла.
Христианская лапидарная литература явила миру многочисленные свидетельства исключительной важности, придаваемой символизму камней в ту эпоху (например, описанию двенадцати камней на нагрудной таблице на груди библейского Аарона, двенадцати краеугольных камней в основании Небесного града Иерусалима из книги Апокалипсиса), описывая камни, ассоциируемые с девой Марией, с апостолами, святыми и ангелами.

### Разновидности жанра
Интерес представляет разновидность жанра: серия книг, написанная на тематику описания камней, заключённых в оправу и ставших украшением колец. Неслучайным является и тот факт, что основным обозначением понятия эмблемы являлось кольцо-печатка, что существует большое количество средневековых книг, иллюстрированных рисунками камней в кольцах. Одной из таких книг, например, является «Иероглифика» автора Фортунио Лицети, изданная в 1653 году. Средневековое камневедение, или лапидарология, условно разделилось на три направления, что отразилось на соответствующей литературе. Вот эти направления: 1) целебные свойства камней и прочих минералов и применение их в медицине; 2) астрологические соответствия между определёнными камнями и людьми конкретных знаков Зодиака, что предполагало ношение тех или иных камней и изделий из них на теле человека в качестве талисманов; 3) символический или религиозный смысл, заключённый в 12 камнях, упоминаемых в Библии, или 12 драгоценных камнях, из которых был изготовлен трон персидских царей, захваченный царём Александром Македонским.

## Основные сочинения
Первый из многочисленных лапидариев традиционно приписывают мифическому царю Аравии Эваксу, который отослал его в подарок римскому императору Тиберию. Данный лапидарий так и называется по имени царя: «Лапидарий царя Эвакса», и написан он был, скорее всего, во II веке нашей эры на греческом языке. Позже «Лапидарий царя Эвакса» был переведён на латинский язык и послужил основой для написания многих последующих лапидариев. О наиболее распространённых лапидариях см.: Pannier L. Les Lapidaires français des XII-е, XIII-e et XIV-e siècles. Paris, 1882.
Одним из наиболее влиятельных лапидариев в литературе является Liber lapidum (в русскоязычной библиографии одинаково известна как «Книга камней» и «Книга о камнях»), составленная между 1061 и 1081 годами епископом Марбодом Реннским (1035—1123 гг.), длинное поэтическое сочинение, описывающее свойства шестидесяти различных камней. Книга эта пользовалась достаточно большим успехом и много раз переписывалась, а после изобретения книгопечатания выдержала 14 переизданий, первое из которых датировано 1511 годом. Много материала позаимствовано, в свою очередь, из труда «Этимологии» Исидора Севильского, автора VII века. Врачебный эффект от камней предполагался гораздо больший, нежели от растений; как пример такого утверждения возможно привести утверждение Марбода о том, что сапфир, например, останавливает излишнее потение тела, помогает в случае открытия у больного язвы, при головных болях, приносит успокоение мыслям и помогает процессу молитвы. Рабан Мавр в IX веке, при этом, описывает сапфир как камень, дающий надежду на вечную жизнь.
В Киевской Руси свойства камней впервые в письменном источнике упоминаются в составе Изборника князя киевского Святослава, датированном 1037 годом, куда вошли переводы трудов таких учёных, как Иосиф Флавий, Епифаний, Георгий Амартол, Козьма Индикоплов, и других авторов, так или иначе касавшихся камней-самоцветов.